# Vezdaea
Vezdaea Tscherm.-Woess & Poelt (wezdea) – rodzaj grzybów z rodziny Vezdaeaceae. Ze względu na współżycie z glonami zaliczany jest do grupy porostów.

## Systematyka i nazewnictwo
Pozycja w klasyfikacji według Index Fungorum: Vezdaeaceae, Vezdaeales, Incertae sedis, Incertae sedis, Pezizomycotina, Ascomycota, Fungi.
Nazwa polska według W. Fałtynowicza.

## Gatunki występujące w Polsce
- Vezdaea aestivalis (Ohlert) Tscherm.-Woess & Poelt 1976 – wezdea letnia
- Vezdaea retigera Poelt & Döbbeler 1977 – wezdea siatkowana
- Vezdaea rheocarpa Poelt & Döbbeler 1975 – wezdea skrytoowocnikowa
- Vezdaea stipitata Poelt & Döbbeler 1977 – wezdea mchowa

Nazwy naukowe na podstawie Index Fungorum. Nazwy polskie według W. Fałtynowicza.